# Ommata tommyi
Ommata tommyi är en skalbaggsart som beskrevs av Hovore 1990. Ommata tommyi ingår i släktet Ommata och familjen långhorningar.
Artens utbredningsområde är:
- Costa Rica.
- Guatemala.
- Honduras.
- Panama.

Inga underarter finns listade i Catalogue of Life.